# Myriam Boyer

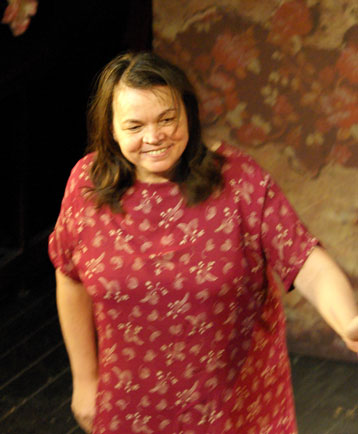
Myriam Boyer (2008)

Myriam Boyer (* 23. Mai 1948 in Lyon) ist eine französische Schauspielerin.

## Leben
Myriam Boyer stammt aus ärmlichen Verhältnissen. Ihr Vater war Alkoholiker und ihre Mutter behindert. Sie arbeitete in Cáfes und später als Sekretärin, darunter auch bei Peugeot. Sie studierte Schauspiel am Conservatoire à rayonnement régional de Lyon und heiratete im Alter von 18 Jahren den französischen Schauspieler Roger Cornillac, mit dem sie später den Sohn Clovis Cornillac hatte. Von 1975 bis zu dessen Tod 1999 war sie in zweiter Ehe mit dem US-amerikanischen Regisseur John Berry verheiratet, mit dem sie ebenfalls einen gemeinsamen Sohn hat. 2010 heiratete sie ihren Schauspielkollegen Philippe Vincent.

## Filmografie (Auswahl)
- 1974: Die tollen Charlots – Die Trottel von der 3. Kompanie (Les Bidasses s’en vont en guerre)
- 1974: Vincent, François, Paul und die anderen (Vincent, François, Paul… et les autres)
- 1976: Die Hinrichtung
- 1976: Jonas, der im Jahr 2000 25 Jahre alt sein wird (Jonas qui aura 25 ans en l’an 2000)
- 1978: Das Strandhotel (L’Hôtel de la plage)
- 1978: Nimm’s leicht, Mama (Vas-y maman)
- 1979: Série noire
- 1981: Die Frau im weissen Kittel (L’Examen) (TV-Film)
- 1986: Golden Eighties
- 1989: Zu schön für Dich (Trop belle pour toi)
- 1991: Die siebente Saite (Tous les Matins du monde)
- 1992: Ein Herz im Winter (Un cœur en hiver)
- 1993: Eins, zwei, drei, Sonne (Un deux trois soleil)
- 1993: Tödlicher Wein (Le Vin que tue) (TV-Film)
- 1995: Das schönste Alter (Le Plus bel âge…)
- 1996: Julie Lescaut (Fernsehserie, 1 Folge)
- 1998: Lehrer auf Abruf (L’Instit) (TV-Serie, eine Folge)
- 2005: Der Preis der Freundschaft (Gris blanc) (TV-Film)
- 2007: Roman de gare
- 2008: Public Enemy No. 1 – Mordinstinkt (L’Instinct de mort)
- 2008: Public Enemy No. 1 – Todestrieb (L’Ennemi public n° 1)
- 2009: Mensch
- 2010: Du hast das Leben noch vor dir (La Vie devant soi) (TV-Film)
- 2010: Der Klang von Eiswürfeln (Le Bruit des glaçons)
- 2011: Monsieur Papa
- 2016: Wenn ich es oft genug sage, wird es wahr! (Je me tue à le dire)
- 2016: Le Chant du merle
- 2017: Der andere Liebhaber (L'Amant Double)
- 2023: Mein fabelhaftes Verbrechen (Mon crime)

## Auszeichnungen (Auswahl)
- César 1980: Nominierung als Beste Nebendarstellerin für Série noire
- César 1994: Nominierung als Beste Nebendarstellerin für Eins, zwei, drei, Sonne